# میکسوباکتریا
میکسوباکتریا (نام علمی: Myxococcales) نام یک راسته از شاخه پروتئوباکتریا است. میکسوباکتریاها از رده دلتاپروتئوباکتریا شاخه‌ای از پروتئوباکتریا هستند. پروتئوباکتریا شاخه بزرگی از باکتری‌های گرم منفی است که شامل باکتریهای متنوعی می‌شود. همه آنها غشای خارجی لیپوپلی‌ساکاریدی دارند. میکسوباکتریاها اغلب در طبیعت و خاک زندگی می‌کنند.